# 国家社会主义妇女联盟
国家社会主义妇女联盟（德語：Nationalsozialistische Frauenschaft）是纳粹党的妇女组织，成立于1931年10月，由先前的若干国家社会主义及民族主义妇女组织合并而成。1938年成员达到200万人，占纳粹党员人数的40%。
国家社会主义妇女联盟隶属于纳粹党之下，自1934年2月至二战结束的1945年，该组织受国家妇女领袖（Reichsfrauenführerin）杰特鲁德·萧尔茨·克林克领导。这一组织也是纳粹党向妇女宣传的重要渠道。该组织出版双周刊《国社妇女观点》（NS-Frauen-Warte）。
该组织曾在德国国内推广购买德国制造产品（如黄油和人造纤维等）而非进口货的运动，以促进自给自足。该组织也为学校女生和新娘开设课程。战争期间，该组织火车站提供娱乐表演、收集废金属、开设烹饪课程、为家庭提供托儿服务等。
国家社会主义妇女联盟其下另有儿童组织——“德国儿童团”（Deutsche Kinderschar）。